# Genzano di Roma
Genzano di Roma är en ort och kommun i storstadsregionen Rom, innan 2015 provinsen Rom, i regionen Lazio i Italien. Kommunen hade 23 714 invånare (2018). Genzano di Roma är en av de sexton städerna i området Castelli Romani.
Genzano di Roma grundades på 1200-talet. Varje år i samband med blomsterfesten Infiorata, som firas till åminnelse av Kristi lekamens fest, täcks en av stadens gator, Via Berardi, av konstnärligt arrangerade blomstermattor.